# The Sacrament (pel·lícula de 2013)
The Sacrament és una pel·lícula de terror de metratge apropiat estatunidenca del 2013 escrita i dirigida per Ti West. A. J. Bowen i Joe Swanberg interpreten als periodistes de VICE que documenten l'intent del seu company de feina (Kentucker Audley) per localitzar la seva germana (Amy Seimetz) després d'unir-se a una comuna religiosa reclusa. L'argument de la pel·lícula està inspirat en els esdeveniments reals de la Massacre de Jonestown de 1978.

## Argument
Patrick, un fotògraf de moda, rep una carta de la seva germana, una addicta en recuperació anomenada Caroline, que el convida a visitar l'Eden Parish, una comunitat utòpica i lliure de drogues fundada per un líder religiós. Quan Patrick investiga, descobreix que s'han traslladat a un recinte segur només accessible amb helicòpter, situat en el que el company de feina de Patrick, Sam, anomena "una part remota del món". Intrigats pel misteri, Patrick i Sam, juntament amb el càmera Jake, proposen un documental sobre el tema. El viatge va bé, però el pilot de l'helicòpter els avisa que l'endemà marxarà amb ells o sense; prometen ser ràpids. Els problemes sorgeixen primer quan es troben amb els guies a l'aeròdrom. Esperant només Patrick, els guies són agafats de tornada per un equip de filmació; contacten amb el Pare, el líder, que autoritza la seva entrada.
A la mateixa comuna, guàrdies armats retarden l'entrada de l'equip de filmació. Sentint-se incòmodes, Jake i Sam comencen a penedir-se del viatge, però Patrick és capaç de suavitzar les coses quan apareix la seva germana. Caroline els dóna la benvinguda amb entusiasme i demana disculpes pel malentès. La Caroline se'n va amb Patrick, i Jake i Sam reben la seva pròpia cabana. Després d'instal·lar-se, els dos intenten trobar membres per entrevistar-los. Algunes de les persones s'obren a ells i expliquen històries de com el Pare els ha salvat i els ha donat una nova esperança. La infermera de la comuna, Wendy, revela que la comuna té un centre mèdic ben proveït finançat amb donacions dels membres, que van vendre totes les seves possessions.
En privat, els cineastes expressen el seu escepticisme, però admeten que els membres semblen feliços i han aconseguit molt. La Caroline organitza una entrevista amb el pare i Sam prepara una llista de preguntes. Tanmateix, el pare només acceptarà fer l'entrevista durant una reunió pública. El pare, un sudista ancià, els saluda cordialment i al principi respon obertament a les preguntes. Tanmateix, les seves respostes es tornen més evasives i vagament amenaçadores. Cap al final de l'entrevista, el pare planteja el tema de la dona embarassada de Sam, que Sam havia esmentat abans a la Wendy. Agafat amb la guàrdia baixa, Sam perd el control de l'entrevista, i el pare la talla educadament però dominant amb els aplaudiments dels seus seguidors, que procedeixen a participar en una festa.
Durant la festa, Savannah, una noia jove i muda, passa una nota demanant ajuda a Sam. Quan Sam i Jake intenten localitzar en Patrick, descobreixen que l'han portat a un trío i una Caroline, aparentment ebria, explica que necessiten els diners de Patrick. Quan els cineastes busquen més enllà, descobreixen un grup dissident que vol marxar, al·legant abús i rentat de cervell. Jake no vol involucrar-se, però en Sam insisteix en ajudar-los malgrat que a l'helicòpter no hi caben tots. Cada cop més desconfiat del Pare i de la comuna, Jake i Sam esperen ansiosos la nit, sense poder dormir.
Al matí, descobreixen que els dissidents s'han tornat totalment rebels. Sarah, la mare de la Savannah, insisteix que almenys rescatin la seva filla, i Jake torna a l'helicòpter per retardar el seu enlairament. El pilot es nega rotundament a ajudar, però els trets tallen la conversa. Jake fuig al bosc i torna a l'helicòpter; el pilot ferit li diu que agafi els altres. Al campament, Sam intenta trencar una baralla i un guàrdia l'ataca. Caroline el denuncia enfadada i el prenen com a ostatge. El Pare domina la comuna i obliga a tothom a prendre begudes amb cianur. Qui es negui és assassinat a trets. Patrick, mantingut com a ostatge a prop, és assassinat quan Caroline li injecta una xeringa.
Jake torna al campament, trobant gairebé tots morts excepte els guàrdies armats. Troba la Sarah i la Savannah amagades en una cabana; La Sarah mata la seva filla per estalviar-la de l'execució, i un guàrdia mata la Sarah mentre en Jake s'amaga. Quan Jake troba la Caroline, que diu que no li queda res, i ella s'autoimmola. Quan finalment en Jake s'enfronta al propi Pare, troba Sam lligat a una cadira. El Pare culpa a Jake i Sam pel que ha passat a la seva comunitat, malgrat que Jake argumenta i defensa que el Pare és el culpable de les morts de tothom i per enganyar-los. El pare treu una pistola i se suïcida. Quan Jake i Sam se'n van, gairebé són disparats per un dels últims guàrdies restants, però són salvats per l'últim guàrdia armat que mata el guàrdia a trets. L'únic guàrdia restant els diu que fugin mentre es queda enrere per cremar la comunitat. Els dos cineastes fugen de tornada a l'helicòpter i l'utilitzen per escapar. Mentre volen lluny, observen com el foc s'estén.
L'escena es torna negra i afirma que 167 persones van morir durant la massacre de la parròquia d'Eden. Els únics supervivents van ser Sam Turner i Jake Williams, amb el seu documental filmat com l'únic relat de primera mà dels fets que van tenir lloc a Eden Parish.
- Joe Swanberg com a Jake, el càmera de Sam
- TÉ. J. Bowen com a Sam, un periodista de Vice
- Kentucker Audley com a Patrick, un fotògraf de moda i germà de Caroline
- Amy Seimetz com a Caroline, una addicta que s'uneix a la comuna
- Gene Jones com a Pare, també conegut com Charles Anderson Reed, líder de la parròquia d'Eden
- Donna Biscoe com a Wendy, la infermera de la comuna
- Kate Lyn Sheil com Sarah White, una lleial, originària de Melbourne
- Shirley Jones Byrd com a Lorraine, una dona gran
- Talia Dobbins com a Savannah, una nen muda
- Kate Forbes com a Mindy
- Lashuan Clay com a Robert, un jove d'un barri violent
- Dale Neal com a Andre, el germà petit de Robert
- Conphidance com a guia núm. 1, que treballa per a "Pare" i ho fa tot tal com li diuen

## Producció
Eli Roth va signar per produir la pel·lícula el setembre de 2012. Va descriure la pel·lícula com "la primera pel·lícula principal de l'Oest". Es va anunciar que Swanberg, Bowen, Audley, Seimetz i Jones s'havien unit al repartiment l'octubre de 2012, quan entrava en producció. Les parts van ser escrites específicament per als actors, ja que Roth va donar a West el control creatiu total . Swanberg va fer de càmera de parts de la pel·lícula, ja que West confiava en els seus antecedents com a cineasta per rodar les escenes sense supervisió.West va descriure la pel·lícula com la seva pel·lícula més horrorífica fins ara i va dir que volia que la violència de la pel·lícula fos molesta. Quan West va triar Jones com a líder del culte Pare, va voler assegurar-se que el pare semblava una persona genuïna i ben intencionada que, tanmateix, es va veure conduït al mal per la seva paranoia. La pel·lícula es va rodar als afores de Savannah (Geòrgia).

## Estrena
The Sacrament es va estrenar al Festival Internacional de Cinema de Venècia el setembre de 2013. Es va estrenar en vídeo sota demanda l'1 de maig de 2014 i va tenir una estrena limitada a les sales el 6 de juny de 2014. Ia ser llançada en vídeo domèstic el 19 d'agost de 2014.

## Recepció
Rotten Tomatoes informa que el 64% dels 70 crítics enquestats van donar a la pel·lícula una crítica positiva, amb una valoració mitjana de 5,86/10. El consens diu: "Tot i que pot ser una mica massa lent per a alguns, The Sacrament ofereix prou atmosfera tensa i idees intrigants per satisfer els més exigents aficionats al terror". Metacritic l'ha puntuat 49/100 basant-se en 21 ressenyes.
Guy Lodge de Variety va fer una crítica majoritàriament positiva, comentant que fer que el càmera de les imatges trobades fos un empleat de Vice va ajudar a "[proporcionar] una coartada per a la lents fluïdes i generosament il·luminades d'Eric Robbins; la majoria de les pel·lícules del gènere d'imatges apropiades no tenen cap motiu per semblar tan bona." David Rooney de The Hollywood Reporter va anomenar "una peça de gènere esgarrifosa" que pot decebre els puristes del terror. Robert Abele de Los Angeles Times va qualificar la primera meitat de "un tour de force inductor a la por", però va escriure que la segona meitat és una decepció que no aporta cap visió de la tragèdia de la vida real. Jordan Hoffman de Film.com va fer una crítica desfavorable en general, criticant el que considerava una història massa lenta.